# Myonycteris brachycephala
Myonycteris brachycephala là một loài động vật có vú trong họ Dơi quạ, bộ Dơi. Loài này được Bocage mô tả năm 1889.